# Eulophota bipars
Eulophota bipars är en fjärilsart som beskrevs av Joannis 1927. Eulophota bipars ingår i släktet Eulophota och familjen mott. Inga underarter finns listade i Catalogue of Life.